# 15 копійок «50 років Радянської влади»
50-річчя Радянської влади (рос. 50-летие Советской власти) — мідно-нікелева ювілейна монета СРСР вартістю 15 копійок, випущена 1 жовтня 1967 року. Монета входила до єдиної в своєму роді серії монет, подібної серії в СРСР більше не виходило.

## Тематика
На зворотному боці зображення видатного пам'ятника монументального мистецтва, «ідеалу і символу радянської епохи» «Робітник і колгоспниця», що являє собою динамічну скульптурну групу з двох фігур з піднятими над головами серпом і молотом. Автор — Віра Мухіна, концепція і композиційний задум архітектора Бориса Іофана. Монумент виконаний з нержавіючої хромонікелевої сталі. Висота — близько 25 м (висота павільйону-постаменту — 33 м). Загальна вага — 185 тонн.

## Історія
У 1967 році було випущено серію ювілейних монет номіналом у 10, 15, 20, 50 копійок і 1 карбованець, присвячених перевороту 1917 року. Зображення цієї монети в 1 карбованець було аналогічним зображенню монети з цієї серії номіналом 50 копійок. Монети цієї серії карбувалися на Ленінградському монетному дворі (ЛМД). Ювілейні монети присвячені «Жовтневій революції» карбувалися у СРСР також у 1977 і 1987 роках.

## Опис та характеристики монети
| Номінал коп. | Метал                 | Маса (гр) | Діаметр (мм) | Товщина (мм) | Гурт                        | Тираж штук                |
| ------------ | --------------------- | --------- | ------------ | ------------ | --------------------------- | ------------------------- |
| 15           | мідно-нікелевий сплав | 3,40      | 19,56        | 1,6          | рубчастий (104-112 рифлень) | 50,000,000 211,250 (пруф) |

### Аверс
Зверху зміщений управо герб СРСР з 15 витками стрічки, під ним позначення номіналу монети «15» і правіше слово «КОПЕЕК».

### Реверс
Праворуч скульптура В. І. Мухіної «Робітник і колгоспниця», ліворуч рік Великої Жовтневої соціалістичної революції «1917» і під ним рік випуску монети «1967».

### Гурт
Рубчастий (104 - 112 рифлень).

## Автори
- Художник: П. Д. Волков
- Скульптор: В. А. Засухін, А. В. Козлов